# Cerkev sv. Družine, Barislovci
Cerkev svete Družine v Barislovcih je podružnična cerkev Župnije Sv. Vid pri Ptuju.
Dolga je 17 metrov, široka 6 metrov in visoka 8 metrov. Leta 1904 jo je posvetil mariborski škof Mihael Napotnik. Stolp je visok 20 metrov, je štirioglat in krit s pločevino, cerkev pa je pokrita z opeko.